# Bunclody
Bunclody (in irlandese: Bun Clóidí) è una cittadina sul fiume Slaney nella contea di Wexford, in Irlanda.
Si trova ai piedi del Monte Leinster .